# ABBA
ABBA je švedska pop skupina, ki je pod tem imenom delovala od leta 1972 do 1982. Člani skupine so pred tem že sodelovali na glasbenih projektih in se tudi po prenehanju sodelovanja v skupini niso povsem razšli.  Nikoli povsem jasno najavljen konec skupine, ter številni skupni projekti v povsem drugačnih formatih (folk, muzikal, opera...) po tem, ABBA so najuspešnejša švedska in evropska glasbena skupina, bili pa so tudi ena najpopularnejših na svetu. S 140 do 500 milijoni prodanih izvodov albumov (ocene se razlikujejo) so na drugem mestu med glasbenimi skupinami, uspešnejši so le še Beatli.

## Člani
Skupino so sestavljali: 
- Agnetha Fältskog
- Björn Ulvaeus
- Benny Andersson
- Anni-Frid (Frida) Lyngstad

## Kariera
Skupina je ime dobila po začetnicah imen glasbenikov (ime ABBA je tako akronim kot palindrom). Zasebno sta bila par Björn in Agnetha ter Benny in Anni-Frid.
Na mednarodni glasbeni sceni so se prvič pojavili z zmago na tekmovanju za pesem Evrovizije 1974 s skladbo »Waterloo«, zaradi česar jih se v pavšalnih zapisih še danes označujejo z oznako »evrovizijska  skupina«, ki je uspela po zaslugi tega festivala. V resnici je bil njihov nastop na Evroviziji le zelo domišljena taktična poteza njihovega menedžerja Stiga Andersona (in praktično petega člana skupine), s katero je skupino predstavil evropskemu (in svetovnemu) občinstvu. Dejstvo je, da skupina ni uspela zaradi evrovizijske zmage same po sebi, saj po skladbi »Waterloo« skoraj leto dni kljub nekaj solidnim poskusom niso vzbudili posebnega zanimanja poslušalcev. Njihova zvezda se je začela vzpenjati leta 1975, ko je bila Evrovizija že bolj ali manj pozabljena, s skladbo »S.O.S.«, ki ji je sledila »Mamma Mia«.
V prvem obdobju delovanja so posneli osem originalnih studijskih albumov.
Po prenehanju delovanja (ki pa ni bilo nikoli uradno objavljeno) so člani skupine nadaljevali s solo karierami.
Dekleti sta posneli še vsaka po nekaj albumov, ki pa niso dosegli uspehov, ki sta jih imeli v skupini.
Benny in Björn pa sta uspešno nadaljevala delo v skladateljskih vodah v zahtevnejših in daljših formatih in ustvarila dva zelo uspešna muzikala (Chess in Kristina från Duvemåla).

### 1999–2024: Mamma Mia!
Na podlagi uspešnic skupine ABBA je po zamisli producentke Judy Craymer nastal muzikal Mamma Mia!, ki so ga prvič izvedli 6. aprila 1999 na londonskem West Endu, kasneje pa prevedli in uprizarjali vsepovsod po svetu, med drugim tudi v Sloveniji.
Istoimenska filmska verzija muzikala z zvezdniško zasedbo je izšla leta 2008, njeno nadaljevanje Mamma Mia! Spet začenja se pa leta 2018.
Na premieri prvega filma v Stockholmu so se 4. julija 2008 prvič po 22 letih pojavili skupaj v javnosti vsi štirje člani skupine ABBA.
Že od samega začetka sta pri pripravi muzikala in filmskih verzij sodelovala avtorja Benny Andersson in Björn Ulvaeus, ki se v obeh filmih tudi pojavita.
Björn je vzdušje muzikala leta 2016 prenesel tudi v »gostilniško predstavo« z imenom Mamma Mia! The Party.
To je nekakšna koncertna zabava z glasbo skupine ABBA ob mediteranski hrani v pristnem okolju taverne »Pri Nikosu« na grškem otoku Skopelos.
Na otvoritvi prve takšne taverne v Stockholmu so se 20. januarja 2016 po osmih letih spet pojavili skupaj vsi štirje člani skupine.
Kasneje so podobno predstavo v taverni odprli tudi v Londonu in Göteborgu.

### 2017–2022: Velika vrnitev z ABBA Voyage
Aprila leta 2018 je skupina sporočila, da so posneli dve novi skladbi, prvič po 35 letih: »I Still Have Faith in You« in »Don't Shut Me Down«.
Ob napovedi novega albuma po 40-letnem premoru so ju 2. septembra 2021 tudi izdali kot prva singla.
Album je že v prvih dneh po napovedi prejel rekordno število prednaročil v Veliki Britaniji.
Album Voyage je izšel 5. novembra 2021 in se v prvem tednu po izidu povzpel na vrhove lestvic albumov po svetu ter presegel milijon prodanih izvodov.
3. decembra 2021 je kot četrti single z albuma izšla sploh prva božična pesem skupine »Little Things«.
Od pomladi 2022 načrtujejo niz revolucionarnih koncertov ABBA Voyage v novozgrajeni dvorani ABBA Arena v Londonu, ki bo sprejela 3000 gledalcev.

## Diskografija
| - Ring Ring (1973) - Waterloo (1974) - ABBA (1975) - Arrival (1976) - The Album (1977) - Voulez Vous (1979) - Super Trouper (1980) - The Visitors (1981) - Voyage (2021) - ABBA Live (1986) - Live at Wembley Arena (2014) - The Best of ABBA (1975) - Greatest Hits (1975) - Greatest Hits Vol. 2 (1979) - Gracias Por La Música (1980) - The Singles – The First Ten Years (1982) - ABBA Gold – Greatest Hits (1992) - More ABBA Gold – More ABBA Hits (1993) - ABBA Oro – Grandes Éxitos (1993) - Thank You for the Music (1994) - Love Stories (1998) - The Complete Singles Collection (1999) - The Definitive Collection (2001) - The ABBA Story (2004) - 18 Hits (2005) - The Complete Studio Recordings (2005) - Number Ones (2006) - The Albums (2008) - The Essential Collection (2012) | - »People Need Love« (1972) - »Ring Ring« (1973) - »Waterloo« (1974) - »Honey, Honey« (1974) - »So Long« (1974) - »Mamma Mia« (1975) - »SOS« (1975) - »I Do, I Do, I Do, I Do, I Do« (1975) - »Dancing Queen« (1976) - »Fernando« (1976) - »Money, Money, Money« (1976) - »Knowing Me, Knowing You« (1977) - »The Name of the Game« (1977) - »Take a Chance on Me« (1977) - »Eagle« (1977) - »Thank You for the Music« (1977) - »Summer Night City« (1978) - »Chiquitita« (1979) - »Does Your Mother Know« (1979) - »Voulez-Vous« (1979) - »Angeleyes« (1979) - »Gimme! Gimme! Gimme! (A Man After Midnight)« (1979) - »I Have a Dream« (1979) - »The Winner Takes It All« (1980) - »On and On and On« (1980) - »Super Trouper« (1980) - »Happy New Year« (1980) - »Lay All Your Love on Me« (1981) - »One Of Us« (1981) - »Head Over Heels« (1982) - »The Day Before You Came« (1982) - »Under Attack« (1982) - »I Still Have Faith in You« (2021) - »Don't Shut Me Down« (2021) - »Just a Notion« (2021) - »Little Things« (2021) |